# تل چم ۰۵۵۲
تل چم ۰۵۵۲ مربوط به دوران‌های تاریخی پس از اسلام است و در شهرستان شوشتر، بین روستای عرب حسن و نعنایه واقع شده و این اثر در تاریخ ۵ آذر ۱۳۸۰ با شمارهٔ ثبت ۴۳۰۹ به‌عنوان یکی از آثار ملی ایران به ثبت رسیده است.